# San Antonio Coyahuacán
San Antonio Coyahuacán es una localidad del estado mexicano de Guerrero. Es parte del municipio de Olinalá.

## Toponimia
El nombre «San Antonio» hace referencia al santo patrono de la localidad: Antonio de Padua. El nombre «Coyahuacán» proviene del náhuatl, su significado es «junto a los jabalíes».

## Demografía
| Gráfica de evolución demográfica |
|                                  |

| Censo | Población |
| ----- | --------- |
| 1970  | 396       |
| 1980  | 825       |
| 1990  | 686       |
| 2000  | 1 395     |
| 2010  | 1 666     |
| 2020  | 1 847     |